# Adenoa cubensis
Adenoa cubensis je grm iz porodice trubanjovki (Passifloraceae) koja raste na Kubi po kojoj je i dobila ime, i jedina je u rodu Adenoa. Pvi puta opisana je 1915. i svrstana u rod Piriqueta.
Bazionim je Piriqueta cubensis.Britton & P. Wilson, 1915